# 鲍家善
鲍家善（1918年—？），字济民，男，汉族，江苏苏州人，中国无线电物理学家，曾任上海科学技术大学教授、博士生导师。